# Fefe Dobson
Pour les articles homonymes, voir Dobson.
Felicia Lily « Fefe » Dobson est une chanteuse canadienne née le 28 février 1985 à Scarborough (Toronto) en Ontario (Canada).

## Biographie
La mère de Fefe est d'origine irlandaise, First Nations, allemande, canadienne et anglaise, quant à son père lui est Jamaïcain. Elle est diplômée de l'Heritage Park Public School en 1999.
Dobson a ensuite commencé à envoyer des démos à toutes les maisons de disques de l'Amérique du Nord quand elle n'avait que 11 ans. À 13 ans elle commence à jouer du piano, avec des influences tel que Nirvana, les Red Hot Chili Peppers, Cyndi Lauper et Silverchair. Elle était à la base plus influencée par les chanteurs préférés de sa mère comme Lionel Richie et Michael Jackson et puis a découvert Nirvana grâce à sa sœur.
Avant que Fefe soit signé sur un label, elle admit avoir été stéréotypée en tant que chanteuse R&B ou Pop, dû à sa couleur de peau au lieu d'une chanteuse rock, comme elle se décrit. Et a souvent été comparé à Brandy ou Britney Spears.
Dobson a commencé à écrire à l'âge de 14 ans et a été repéré par Jive Records une année plus tard. Le label a adoré sa voix et l'a mise en relation avec de nombreux producteurs en voulant faire d'elle la nouvelle Pop star, mais elle n'a pas aimé l'idée et a décidé de quitter le label. Après cette expérience, Dobson rencontre Jay Levine et signe avec le manager de Nelly Furtado, Chris Smith. Smith a arrangé des rendez-vous avec différents labels. Randy Lennox le président de Universal Music Canada s'est intéressé à elle et a convaincu Lyor Cohen le patron de Island Def Jam de la rencontrer. Dobson leur a donc chanté une chanson et au bout de 30 secondes de chant, les hommes étaient impressionnés et l'ont donc signé.

## Discographie

### Albums studio
- 2003 : Fefe Dobson (Island Records)
- 2012 : Sunday Love (Island Records)
- 2010 : Joy (21 Music / Island Records)
- 2023 : Emotion Sickness (21 Entertainment)

### Singles
- 2003 : Bye Bye Boyfriend
- 2003 : Take Me Away
- 2004 : Everything
- 2004 : Don't Go (Girls And Boys)
- 2005 : Don't Let It Go To Your Head
- 2006 : This Is My Life
- 2009 : I Want You
- 2009 : Watch Me Move
- 2010 : Ghost
- 2010 : Stuttering
- 2011 : Can't Breathe
- 2013 : Legacy
- 2014 : Celebrate
- 2018 : Save Me From L.A